# فيلي ميلز
فيلي ميلز (بالإنجليزية: Willie Mills)‏ (28 يناير 1915 في المملكة المتحدة - 1991 بأبردين في المملكة المتحدة) هو لاعب كرة قدم بريطاني (وحمل سابقاً جنسية المملكة المتحدة لبريطانيا العظمى وأيرلندا) في مركز مهاجم داخلي. شارك مع منتخب اسكتلندا لكرة القدم. أما مع النوادي، فقد لعب مع نادي أبردين ونادي دمبرتون وهدرسفيلد تاون ونادي كلايد وHuntly F.C. ‏ وLossiemouth F.C. ‏.

## وصلات خارجية
- فيلي ميلز على موقع الاتحاد الإسكتلندي (الإنجليزية)
- فيلي ميلز على موقع قاعدة بيانات كرة القدم.إي يو (الإنجليزية)